# Courdemanche (Sarthe)
Pour les articles homonymes, voir Courdemanche.
Courdemanche est une commune française, située dans le département de la Sarthe en région Pays de la Loire, peuplée de 614 habitants.
La commune fait partie de la province historique du Maine, et se situe dans le Haut-Maine.

## Géographie
Courdemanche est un village situé à 38 km au sud du Mans, dans le canton du Grand-Lucé.
Courdemanche est un village à flanc de coteaux, sur la rive droite de l'Étangsort. À la sortie du village, vers Brives, des galeries s'enfoncent dans le coteau calcaire : c'est de là que l'on extrayait le tuffeau qui servait à la construction des maisons.

### Lieux-dits et écarts
- Brives.
- Vauboin.

### Climat
Pour des articles plus généraux, voir Climat des Pays de la Loire et Climat de la Sarthe.
En 2010, le climat de la commune est de type climat océanique dégradé des plaines du Centre et du Nord, selon une étude du CNRS s'appuyant sur une série de données couvrant la période 1971-2000. En 2020, Météo-France publie une typologie des climats de la France métropolitaine dans laquelle la commune est exposée à un climat océanique altéré et est dans la région climatique  Moyenne vallée de la Loire, caractérisée par une bonne insolation (1 850 h/an) et un été peu pluvieux. 
Pour la période 1971-2000, la température annuelle moyenne est de 10,7 °C, avec une amplitude thermique annuelle de 14,5 °C. Le cumul annuel moyen de précipitations est de 763 mm, avec 11,7 jours de précipitations en janvier et 7 jours en juillet. Pour la période 1991-2020, la température moyenne annuelle observée sur la station météorologique de Météo-France la plus proche, sur la commune de Saint-Christophe-sur-le-Nais à 23 km à vol d'oiseau, est de 12,1 °C et le cumul annuel moyen de précipitations est de 682,2 mm,. Pour l'avenir, les paramètres climatiques de la commune estimés pour 2050 selon différents scénarios d'émission de gaz à effet de serre sont consultables sur un site dédié publié par Météo-France en novembre 2022.

## Urbanisme

### Typologie
Au 1er janvier 2024, Courdemanche est catégorisée commune rurale à habitat très dispersé, selon la nouvelle grille communale de densité à sept niveaux définie par l'Insee en 2022.
Elle est située hors unité urbaine et hors attraction des villes,.

### Occupation des sols
L'occupation des sols de la commune, telle qu'elle ressort de la base de données européenne d’occupation biophysique des sols Corine Land Cover (CLC), est marquée par l'importance des territoires agricoles (85,7 % en 2018), une proportion identique à celle de 1990 (85,7 %). La répartition détaillée en 2018 est la suivante : 
terres arables (46,9 %), prairies (38,3 %), forêts (13 %), zones urbanisées (1,3 %), zones agricoles hétérogènes (0,5 %). L'évolution de l’occupation des sols de la commune et de ses infrastructures peut être observée sur les différentes représentations cartographiques du territoire : la carte de Cassini (XVIIIe siècle), la carte d'état-major (1820-1866) et les cartes ou photos aériennes de l'IGN pour la période actuelle (1950 à aujourd'hui).

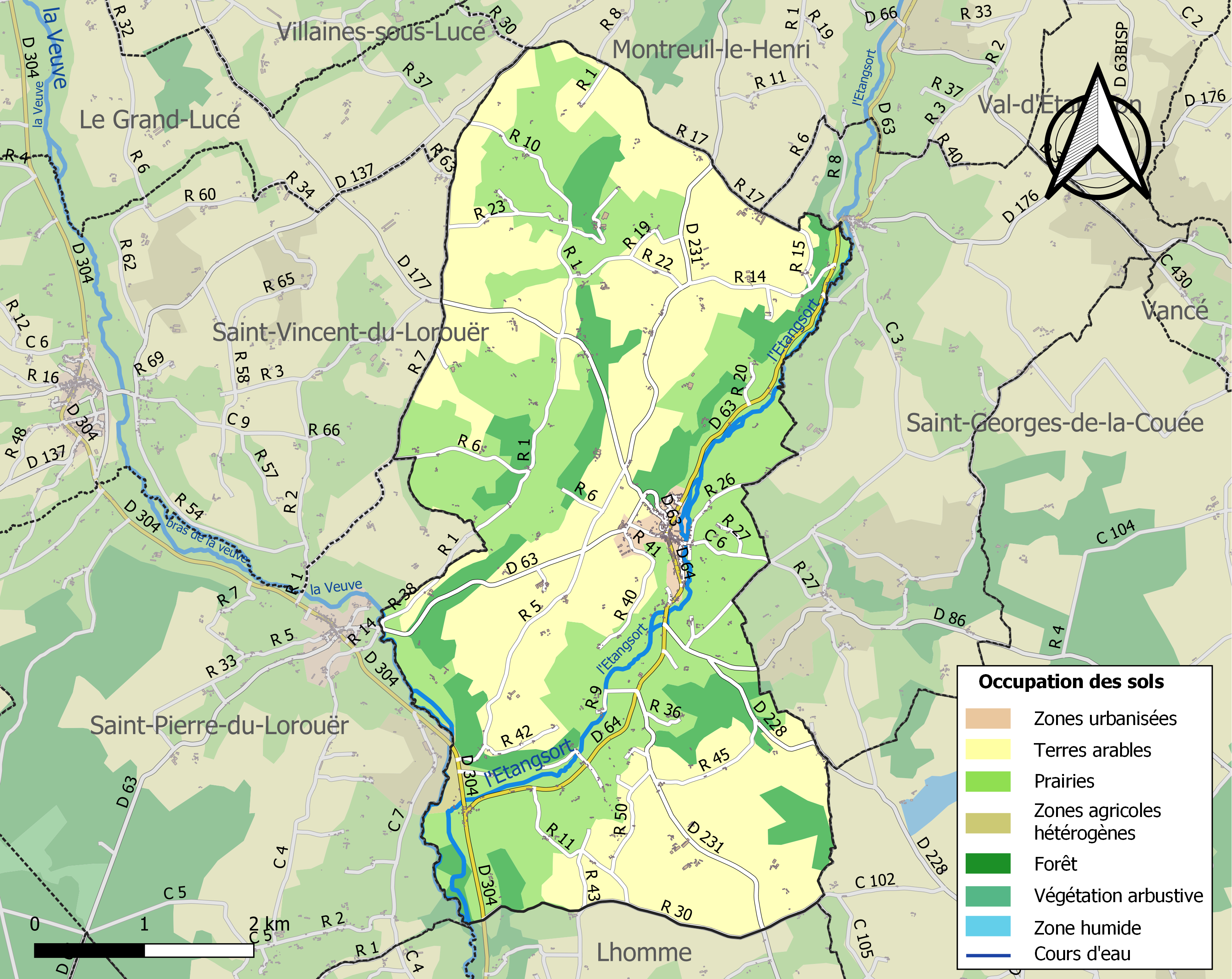
Carte des infrastructures et de l'occupation des sols de la commune en 2018 (CLC).

## Toponymie
Attestée sous les formes curia dominica vers 1070-1080[réf. nécessaire] et de Curte dominica en 1134.
Le nom de ce village est basé sur un modèle cortis dominica (« la ferme du seigneur »), assez fréquent en France. La base du nom est le latin cohors, sous sa forme romane cortis[réf. nécessaire], « la cour », qui, en plus du sens actuel de l'entourage d'un roi, signifiait également « la ferme », puis « le village ».
Le gentilé est Courdemanchois.

## Histoire
Pendant l'Antiquité, la région est habitée par une peuplade gauloise, la tribu des Cénomans. Une voie romaine partait du Mans et passait à 5 km de Courdemanche.
Aux temps carolingiens, Carivius, seigneur de l'immense villa de Trasson, y établit sa demeure : Curia Domini.
L'église érigée au XIIe siècle est complètement remaniée au XVIe.
L'abbé Jacques de la Mothe (1516 - 1599), natif de Courdemanche, fera fortune en ne servant pas moins de six rois de France. Il dotera son village natal d'un collège qui fonctionnera jusqu'en 1891. Il fit construire la maison seigneuriale de Beauregard dédiée à Henri II et Diane de Poitiers.

## Politique et administration
| Période                                  | Période   | Identité       | Étiquette | Qualité  |
| ---------------------------------------- | --------- | -------------- | --------- | -------- |
| 1977                                     | mars 2014 | Gérard Ramaugé | SE        | Retraité |
| mars 2014                                | En cours  | Martial Beauné | SE        | Retraité |
| Les données manquantes sont à compléter. |           |                |           |          |

### Jumelages
- Issum (Allemagne), voir aussi Issum (de) (Rhénanie-Westphalie).

Jumelage culturel depuis 1959 par le foyer rural de Courdemanche. Une année, le village accueille des Allemands venant d'Issum et l'année suivante, c'est aux Français de se rendre en Allemagne.
Le conseil municipal est composé de quinze membres dont le maire et quatre adjoints.

## Démographie
L'évolution du nombre d'habitants est connue à travers les recensements de la population effectués dans la commune depuis 1793. Pour les communes de moins de 10 000 habitants, une enquête de recensement portant sur toute la population est réalisée tous les cinq ans, les populations de référence des années intermédiaires étant quant à elles estimées par interpolation ou extrapolation. Pour la commune, le premier recensement exhaustif entrant dans le cadre du nouveau dispositif a été réalisé en 2004.
En 2022, la commune comptait 614 habitants, en évolution de +0,99 % par rapport à 2016 (Sarthe : −0,25 %, France hors Mayotte : +2,11 %).
Courdemanche a compté jusqu'à 1 804 habitants en 1831.
| 1793  | 1800  | 1806  | 1821  | 1831  | 1836  | 1841  | 1846  | 1851  |
| ----- | ----- | ----- | ----- | ----- | ----- | ----- | ----- | ----- |
| 1 490 | 1 668 | 1 652 | 1 610 | 1 804 | 1 655 | 1 598 | 1 679 | 1 594 |

| 1856  | 1861  | 1866  | 1872  | 1876  | 1881  | 1886  | 1891  | 1896  |
| ----- | ----- | ----- | ----- | ----- | ----- | ----- | ----- | ----- |
| 1 620 | 1 525 | 1 624 | 1 484 | 1 536 | 1 376 | 1 323 | 1 223 | 1 191 |

| 1901  | 1906  | 1911  | 1921  | 1926  | 1931  | 1936  | 1946  | 1954 |
| ----- | ----- | ----- | ----- | ----- | ----- | ----- | ----- | ---- |
| 1 237 | 1 237 | 1 168 | 1 046 | 1 085 | 1 117 | 1 069 | 1 033 | 973  |

| 1962 | 1968 | 1975 | 1982 | 1990 | 1999 | 2004 | 2006 | 2009 |
| ---- | ---- | ---- | ---- | ---- | ---- | ---- | ---- | ---- |
| 966  | 860  | 674  | 653  | 628  | 617  | 626  | 630  | 641  |

| 2014 | 2019 | 2022 | - | - | - | - | - | - |
| ---- | ---- | ---- | - | - | - | - | - | - |
| 626  | 611  | 614  | - | - | - | - | - | - |

## Activité et manifestations

### Sports
L'Union sportive de Courdemanche fait évoluer une équipe de football en division de district.

## Culture locale et patrimoine

### Lieux et monuments

#### Église Notre-Dame
Dans l'église, d'origine romane, se trouve un exceptionnel vitrail représentant un Christ en croix sur fond de paysage toscan (à côté est inscrite l'épitaphe de Jean de La Mothe). Lors de son agrandissement au XVIe siècle est creusée une crypte dédiée à Notre-Dame de la Consolation, où un tableau dévoile une curieuse Cène sur bois de l'école allemande. Le vitrail et le tableau sont classés à titre d'objets aux Monuments historiques. La toiture de l'église est dans un état d'entretien préoccupant, bien que l'édifice fasse l'objet d'une inscription au titre des Monuments historiques depuis le 4 février 2002.

#### Autres monuments
- Le presbytère date des années 1745, mais d'une allure presque XVIIe siècle avec son porche d'origine et ses communs, cependant un peu altérés par des aménagements municipaux peu heureux.
- Le village lui-même recèle de belles maisons dont celle de Jacques de La Mothe, au lieu-dit Beauregard, ornée d'une statue de biche. Les maisons sont pour la plupart en ardoise et tuffeau.
- motte féodale de la Cour de Vaulx (ancien fief).

### Personnalités liées à la commune
- Jacques de la Mothe (1516 à Courdemanche - 1599), fondateur du collège de Courdemanche.
- Denise Legeay (1898 à Courdemanche - 1968), actrice de cinéma muet.

### Héraldique
| Blason de Courdemanche | Blason  | Fascé d'or et de vair.              |
| Blason de Courdemanche | Détails | Adopté par la municipalité en 2012. |